# 幻想庭園
『幻想庭園』（げんそうていえん）は、ALI PROJECTの1枚目のオリジナルアルバム。1988年1月25日にSound Worldとポリドール・レコードからCDとLP盤が同時発売された。インディーズで活動していた当時の「蟻プロジェクト」名義で発表された。

## 概要
蟻プロジェクトが「第1回サンチェーン・ミュージック・バトルロイヤル」で審査員・細野晴臣賞を受賞した後にインディーズデビューし、その後に発表した。
一度廃盤となったが、1996年にタカラの着せ替え人形「ジェニー」のCMソング「フラワーチャイルド」を追加収録し『幻想庭園[+1]』として再発売された。
レコード会社の倒産により再び廃盤となった後、ALI PROJECTが自ら設立したレコードレーベル「ZAZOU Records」にて完全復刻版（[+1]ではない通常盤）が通信販売された。「ZAZOU Records」の活動が終了した後、2008年にオフィシャルファンクラブの「勇侠会」が発足し、勇侠会ホームページ内の勇侠会ショップにて会員限定で購入が可能となった（規格品番などはZAZOU Records版と同じもの。）
収録曲の「紅い睡蓮の午後」と「桜の花は狂い咲き」は、2003年に発売したストリングスアルバム『月光嗜好症』にストリングスアレンジで再収録されている。

## 収録曲
全作詞：宝野アリカ、作曲：片倉三起也
1. 靑蛾月
2. マリーゴールド・ガーデン
  - タイトルはケイト・グリーナウェイの『Marigold Garden』を元にしている。
3. 鏡面界 im Juni
4. アンジェ・ノワールの祭戯
5. 紅い睡蓮の午後
6. 桜の花は狂い咲き
7. 少女忌恋歌
8. パラソルのある風景
  - CLAMP学園探偵団 オリジナル・サウンドトラック1収録「Boy Sweet」にメロディが流用されている。
9. 硝子天井のうちゅう
10. 幻想庭園
11. Puppé Frou Frou
12. フラワーチャイルド
  - タカラの着せ替え人形「フラワーチャイルド」CMソング
  - 初のシングルであり、唯一のアナログ盤。『幻想庭園[+1]』にて追加。